# 当甘
当甘（法語：Denguin，法語發音：[dɑ̃ɡɛ̃]）是法国大西洋比利牛斯省的一个市镇，位于该省中东部偏北，属于波城区。

## 地理
当甘（43°21'45"N, 0°30'29"W）面积12.29 平方千米，位于法国新阿基坦大区大西洋比利牛斯省，该省份为法国东南部省份，涵盖了贝阿恩与北巴斯克，西临大西洋比斯開灣，北至朗德省，东北接热尔省，东临上比利牛斯省，南与西班牙接壤。
与当甘接壤的市镇（或旧市镇、城区）包括：阿尔比斯、欧斯维耶勒、贝阿恩地区贝里、布加尔贝、塞斯科、塞泽拉克堡、蒙雷若堡、锡罗斯、塔尔萨克。

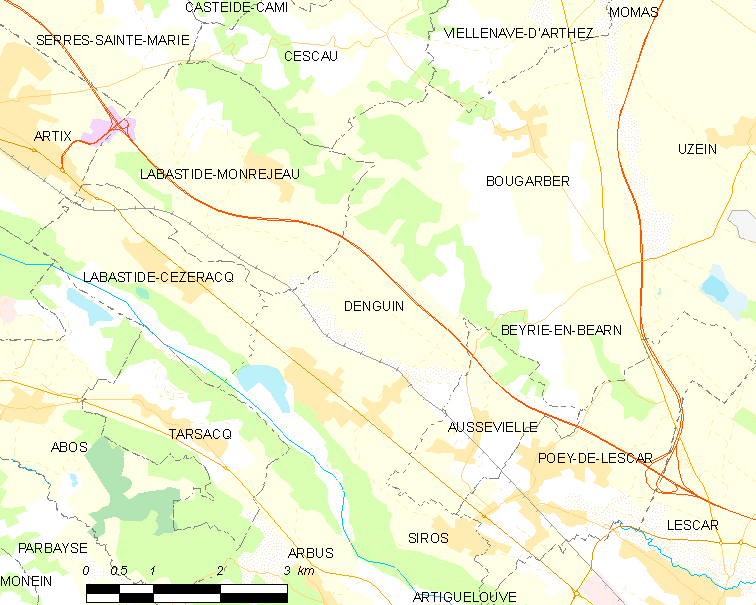
当甘的OSM定位图

当甘的时区为UTC+01:00、UTC+02:00（夏令时）。

## 行政
当甘的邮政编码为64230，INSEE市镇编码为64198。

## 政治
当甘所属的省级选区为阿尔蒂克斯和苏贝斯特尔地区县。

## 人口

1962-2008年间当甘人口变化图示

当甘于2022年1月1日时的人口数量为1774人。